# E. Nesbit
Edith Nesbit (nume după căsătorite Edith Bland; n. 15 august 1858, Londra, Regatul Unit al Marii Britanii și Irlandei – d. 4 mai 1924, New Romney, Anglia, Regatul Unit) a fost o scriitoare și o poetă engleză. Ea a publicat cărțile sale pentru copii sub numele  E. Nesbit.
Ea a scris sau a colaborat la peste 60 de cărți de literatură pentru copii. Nesbit a fost și un activist politic și a cofondat societatea Fabian, o organizație socialistă mai târziu afiliată Partidului Laburist din Regatul Unit.

## Lucrări

### Romane pentru copii

#### SeriaBastable
- 1899 The Story of the Treasure Seekers
- 1901 The Wouldbegoods
- 1904 The New Treasure Seekers
- 1928 The Complete History of the Bastable Family (ediție postum omnibus  a celor trei romane din seria Bastable)

#### SeriaPsammead
- 1902 Five Children and It
- 1904 The Phoenix and the Carpet
- 1906 The Story of the Amulet

#### SeriaHouse of Arden
- 1908 The House of Arden
- 1909 Harding's Luck

#### Alte romane pentru copii
- 1906 The Railway Children
- 1907 The Enchanted Castle
- 1910 The Magic City
- 1911 The Wonderful Garden
- 1913 Wet Magic
- 1925 Five of Us and Madeline (publicată postum în colecția cu același nume, editată de Rosamund E. Nesbit Bland)[10]

### Romane pentru adulți
- 1885 The Prophet's Mantle (ca Fabian Bland)[11]
- 1886 Something Wrong (ca Fabian Bland)[11]
- 1896 Marden Mystery (foarte rară; doar câteva copii au supraviețuit)
- 1899 The Secret of the Kyriels
- 1902 The Red House
- 1906 The Incomplete Amorist
- 1909 Salome and the Head (publicată și ca The House With No Address)[12]
- 1909 Daphne in Fitzroy Street
- 1911 Dormant (titlu în SUA: Rose Royal)
- 1916 The Incredible Honeymoon
- 1922 The Lark

### Povestiri și colecții de povestiri pentru copii
- 1894 Miss Mischief
- 1895 Tick Tock, Tales of the Clock
- 1895 Pussy Tales
- 1895 Doggy Tales
- 1897 The Children's Shakespeare
- 1897 Royal Children of English History
- 1897 Tales Told in the Twilight (povestiri de adormit copiii, mai mulți autori)
- 1898 The Book of Dogs
- 1899 Pussy and Doggy Tales
- 1901 The Book of Dragons (povestiri publicate anterior în Strand, 1899) Format:Gc
- 1901 Nine Unlikely Tales
- 1902 The Revolt of the Toys
- 1903 The Rainbow Queen and Other Stories
- 1903 Playtime Stories
- 1904 The Story of Five Rebellious Dolls
- 1904 Cat Tales (de E. Nesbit și Rosamund E. Bland)[13]
- 1905 Oswald Bastable and Others
- 1905 Pug Peter, King of Mouseland
- 1907 Beautiful Stories from Shakespeare (retipărită ca The Children's Shakespeare)
- 1908 The Old Nursery Stories
- 1912 The Magic World
- 1925 Five of Us and Madeline (publicată postum, adunată și editată de Rosamund E. Nesbit Bland)[10]
- 1998 Great Ghost Stories (adunată de Peter Glassman, ilustrații de Barry Moser)

Format:Gc The Book of Dragons conține The Seven Dragons, un serial cu 7-parti.

### Povestiri și colecții de povestiri pentru adulti
- 1893 Something Wrong (povestiri horror)
- 1893 Grim Tales (povestiri horror)
- 1893 The Pilot
- 1893 Hurst of Hurstcote
- 1894 The Butler in Bohemia
- 1896 In Homespun
- 1901 Thirteen Ways Home
- 1903 The Literary Sense
- 1906 Man and Maid
- 1908 "The Third Drug", Strand Magazine, februarie 1908 (retipărită în antologie sub același nume, și "The Three Drugs")[15]
- 1909 These Little Ones
- 1910 Fear (povestiri horror)
- 1923 To the Adventurous

### Non-fiction
- 1913 Wings and the Child, or, The Building of Magic Cities
- 1966 Long Ago When I Was Young[16] (original ca serial în Girl's Own Paper 1896–97)[17]

### Poezie
- "The Time of Roses"  (nedatată, 1890?)
- 1886 "Lays and Legends"
- 1887 "The Lily and the Cross"
- 1887 "The Star of Bethlehem"
- 1888 "The Better Part, and Other Poems"
- 1888 "Landscape and Song"
- 1888 "The Message of the Dove"
- 1888 "All Round the Year"
- 1888 "Leaves of Life"
- 1889 "Corals and Sea Songs"
- 1890 "Songs of Two Seasons"
- 1892 "Sweet Lavender"
- 1892 "Lays and Legends: Second Edition"
- 1895 "Rose Leaves"
- 1895 "A Pomander of Verse"
- 1898 "Songs of Love and Empire"
- 1901 "To Wish You Every Joy"
- 1905 "The Rainbow and the Rose"
- 1908 "Jesus in London"
- 1883–1908 "Ballads and Lyrics of Socialism"
- 1911 "Ballads and Verses of the Spiritual Life"
- 1912 "Garden Poems"
- 1922 "Many Voices"

### Cântece
- 1899 Slave Song, Chappell, OCLC 60194453[18]